# Theater Battle Management Core Systems
Das Theater Battle Management Core Systems (kurz TBMCS) ist ein taktisches Informationssystem der US-Streitkräfte zur Planung, Koordinierung und Überwachung von Einsätzen der US-Luftwaffe und weiterer im Verbund operierender Einheiten. Hauptsächliche Nutzer dieses Systems sind der Joint Forces Air Component Commander (JFACC), die Einsatzleitung der Luftstreitkräfte im Combined Air Operations Centre und Kommandanten im Einsatzgebiet. Das System ist seit dem Jahr 2000 international für den Einsatz von US-Streitkräften im Einsatz und wurde kontinuierlich weiterentwickelt. Auf das System unterstützt die Schnittstellen XML, HTML, JSP,
Servlet, EJB, SOAP, JMS, und ist weltweit über das Internet erreichbar. Das System stammt von der Lockheed Martin Corporation.